# Parque nacional de Manusela
El parque nacional de Manusela es un parque nacional indonesio ubicado en la isla de Seram, en el archipiélago de las Molucas. Está formado por ecosistemas diversos: bosque de costa, bosque pantanoso, tierras bajas y pluvisilva montana. El monte Binaia con 3.027 m s. n. m., es el más alto de las seis montañas del parque. Seram destaca por su alto grado de aves endémicas.